# Крапковицький повіт
Крапковіцький повіт (пол. powiat krapkowicki) — один з 11 земських повітів Опольського воєводства Польщі.
Утворений 1 січня 1999 року в результаті адміністративної реформи.

## Загальні дані
Повіт знаходиться у південно-центральній частині воєводства.
Адміністративний центр — місто Крапковіце.
Станом на 1.01.2008 населення становить 67 244 осіб, площа 441,79 км².

## Демографія
Демографічні дані повіту станом на 30.06.2005:
|       | Всього | Всього | Жінки  | Жінки | Чоловіки | Чоловіки |
| ----- | ------ | ------ | ------ | ----- | -------- | -------- |
|       | осіб   | %      | осіб   | %     | осіб     | %        |
| Повіт | 68 279 | 100    | 35 029 | 51,3  | 33 250   | 48,7     |
| Міста | 37 789 | 100    | 19 286 | 51    | 18 503   | 49       |
| Села  | 30 490 | 100    | 15 743 | 51,6  | 14 747   | 48,4     |